# Élections à Saint-Étienne
Cette page recense les résultats de l'ensemble des votes, élections et référendums ayant eu lieu dans la commune de Saint-Étienne (Loire) depuis 2000.

## Élections municipales

### 2008
Les élections municipales de 2008 ont lieu le 9 et le 16 mars 2008. Pour la commune de Saint-Étienne, les conseillers municipaux sont élus selon le mode de scrutin de liste à deux tours avec représentation proportionnelle. 59 sièges sont à pourvoir. Six listes sont déposées. À l'issue des élections qui se déroulent en deux tours et dont les résultats figurent ci-après,, Maurice Vincent est élu maire.
|                                           | Nuance                                    | Tête de liste                             | Liste                                     | Premier tour    | Premier tour | Premier tour | Second tour     | Second tour | Second tour | Sièges |
| Voix                                      | Nuance                                    | Tête de liste                             | Liste                                     | %               | %            | Voix         | %               | %           |             | Sièges |
| Voix                                      | Nuance                                    | Tête de liste                             | Liste                                     | Exprimés        | Inscrits     | Voix         | Exprimés        | Inscrits    |             | Sièges |
| ----------------------------------------- | ----------------------------------------- | ----------------------------------------- | ----------------------------------------- | --------------- | ------------ | ------------ | --------------- | ----------- | ----------- | ------ |
|                                           | Majorité présidentielle                   | Michel Thiolliere                         | Vivre mieux à Saint-Étienne               | 20 878          | 37,86 %      | 20,23 %      | 24662           | 41,63 %     | 23,9 %      | 12     |
|                                           | PS                                        | Maurice Vincent                           | Saint-Étienne pour tous                   | 18 571          | 33,68 %      | 18 %         | 27318           | 46,11 %     | 26,47 %     | 44     |
|                                           | Centre - MoDem                            | Gilles Artigues                           | Gilles Artigues, la Voix                  | 11 154          | 20,23 %      | 10,81 %      | 7268            | 12,27 %     | 7,04 %      | 3      |
|                                           | Les Verts                                 | Olivier Longeon                           | Ensemble, changeons d'air                 | 2 371           | 4,3 %        | 2,3 %        |                 | 0           | 0           | 0      |
|                                           | EXG                                       | Dominique Bazet-Simoni                    | Une autre ville est possible              | 1 739           | 3,15 %       | 1,69 %       |                 | 0           | 0           | 0      |
|                                           | DVG                                       | Nadim Ghodbane                            | La Liste citoyenne                        | 429             | 0,78 %       | 0,42 %       |                 | 0           | 0           | 0      |
| Total exprimés                            | Total exprimés                            | Total exprimés                            | Total exprimés                            | 55 142          | 100 %        | 53,43 %      | 59 248          | 100 %       | 57,41 %     |        |
| Total votants : exprimés + blancs ou nuls | Total votants : exprimés + blancs ou nuls | Total votants : exprimés + blancs ou nuls | Total votants : exprimés + blancs ou nuls | 56 158 (1016)   | -            | 54,42 %      | 60 078 (830)    | -           | 58,22 %     |        |
| Total inscrits : votants + abstentions    | Total inscrits : votants + abstentions    | Total inscrits : votants + abstentions    | Total inscrits : votants + abstentions    | 103 195 (47037) | -            | 100 %        | 103 196 (43118) | -           | 100 %       |        |

## Élections cantonales
L'élection des conseillers généraux a lieu au scrutin uninominal majoritaire à deux tours, la moitié des sièges dans chaque département étant renouvelée tous les trois ans. Le département de la Loire comprend 40 cantons. La commune de Saint-Étienne comprend neuf fractions cantonales.

### Saint-Étienne-Nord-Est-1
- 2004 : Régis Juanico (PS) est élu conseiller général au 2e tour avec 59 % des suffrages exprimés sur le canton[4] et 59 % des voix sur la commune[5]. Il devance Lionel Boucher (UDF) qui obtient 41 % sur la commune et 41 % sur le canton. Le taux de participation est de 56,86 % sur la commune et de 56,86 % sur le canton.
- 2011 : Régis Juanico (PS) est élu conseiller général au 2e tour avec 65,04 % des suffrages exprimés sur le canton[6] et 65,04 % des voix sur la commune[7]. Il devance Charles Perrot (Front national) qui obtient 34,96 % sur la commune et 34,96 % sur le canton. Le taux de participation est de 36,21 % sur la commune et de 34,02 % sur le canton.

### Saint-Étienne-Nord-Est-2
- 2008 : Gilles Artigues (UDI) est élu conseiller général au 2e tour avec 53,97 % des suffrages exprimés sur le canton[8] et 51,47 % sur la commune[9]. Il devance Alain Pecel (Parti communiste français) qui obtient 48,53 % sur la commune et 46,03 % sur le canton. Le taux de participation est de 51,36 % sur la commune et de 54,28 % sur le canton.

### Saint-Étienne-Nord-Ouest-1
- 2008 : Paul Celle (Divers droite) est élu conseiller général au 2e tour avec 53,29 % des suffrages exprimés sur le canton[10] et 53,45 % sur la commune[11]. Il devance Rémy Godde (PS) qui obtient 46,55 % sur la commune et 46,71 % sur le canton. Le taux de participation est de 53,76 % sur la commune et de 52,87 % sur le canton.

### Saint-Étienne-Nord-Ouest-2
- 2008 : Arlette Bernard (PS) est élue conseillère générale au 2e tour avec 61,37 % des suffrages exprimés sur le canton[12] et 57,15 % sur la commune[13]. Elle devance Robert Karulak (UMP) qui obtient 42,85 % sur la commune et 38,63 % sur le canton. Le taux de participation est de 58,81 % sur la commune et de 59,93 % sur le canton.

### Saint-Étienne-Sud-Est-1
- 2008 : Joseph Ferrara (PS) est élu conseiller général au 2e tour avec 52,73 % des suffrages exprimés sur le canton[14] et 52,73 % sur la commune[15]. Il devance Annie Domenichini (UMP) qui obtient 47,27 % sur la commune et 47,27 % sur le canton. Le taux de participation est de 58,58 % sur la commune et de 58,58 % sur le canton.

### Saint-Étienne-Sud-Est-2
- 2008 : Georges Ziegler (UMP) est élu conseiller général au 2e tour avec 51,16 % des suffrages exprimés sur le canton[16] et 51,16 % sur la commune[17]. Il devance Bernard Tillon (PS) qui obtient 48,84 % sur la commune et 48,84 % sur le canton. Le taux de participation est de 55,8 % sur la commune et de 55,8 % sur le canton.

### Saint-Étienne-Sud-Est-3
- 2004 : Jean-Louis Gagnaire (PS) est élu conseiller général au 2e tour avec 56,26 % des suffrages exprimés sur le canton[18] et 56,26 % des voix sur la commune[19]. Il devance Gilbert Massart (UMP) qui obtient 43,74 % sur la commune et 43,74 % sur le canton. Le taux de participation est de 59,43 % sur la commune et de 59,43 % sur le canton.
- 2011 : Florent Pigeon (PS) est élu conseiller général au 2e tour avec 54,92 % des suffrages exprimés sur le canton[20] et 54,92 % des voix sur la commune[21]. Il devance Jean-Jacques Rey (UMP) qui obtient 45,08 % sur la commune et 45,08 % sur le canton. Le taux de participation est de 39,66 % sur la commune et de 37,57 % sur le canton.

### Saint-Étienne-Sud-Ouest-1
- 2004 : Jean-Claude Bertrand (PS) est élu conseiller général au 2e tour avec 54,69 % des suffrages exprimés sur le canton[22] et 54,69 % des voix sur la commune[23]. Il devance Gael Perdriau (UMP) qui obtient 45,31 % sur la commune et 45,31 % sur le canton. Le taux de participation est de 57 % sur la commune et de 57 % sur le canton.
- 2011 : Jean-Claude Bertrand (PS) est élu conseiller général au 2e tour avec 56,72 % des suffrages exprimés sur le canton[24] et 56,72 % des voix sur la commune[25]. Il devance Gaël Perdriau (UMP) qui obtient 43,28 % sur la commune et 43,28 % sur le canton. Le taux de participation est de 34,56 % sur la commune et de 33,09 % sur le canton.

### Saint-Étienne-Sud-Ouest-2
- 2004 : Christine Cauet (PS) est élue conseillère générale au 2e tour avec 62,84 % des suffrages exprimés sur le canton[26] et 62,84 % des voix sur la commune[27]. Elle devance Guy Giraud (UMP) qui obtient 37,16 % sur la commune et 37,16 % sur le canton. Le taux de participation est de 56,96 % sur la commune et de 56,96 % sur le canton.
- 2011 : Christine Cauet (PS) est élue conseillère générale au 2e tour avec 65,05 % des suffrages exprimés sur le canton[28] et 65,05 % des voix sur la commune[29]. Elle devance Gabriel De Peyrecave (Front national) qui obtient 34,95 % sur la commune et 34,95 % sur le canton. Le taux de participation est de 38,49 % sur la commune et de 35,93 % sur le canton.

## Élections régionales
Les élections régionales renouvellent les 25 conseils régionaux de Métropole et d'outre-mer ainsi que l'Assemblée de Corse. Les conseillers régionaux sont élus dans chaque région au scrutin de liste à deux tours sans adjonction ni suppression de noms et sans modification de l'ordre de présentation. Dans la région Rhône-Alpes, 157 sièges sont à pourvoir. 

### 2010
Les élections régionales de 2010 ont lieu les 14 et 21 mars. Les résultats pour la commune sont les suivants :
|  | Tendance                | Tête de liste        | Liste                                                  | Commune | Région  | Sièges |
|  | ----------------------- | -------------------- | ------------------------------------------------------ | ------- | ------- | ------ |
|  | Union de la gauche      | Jean-Jack Queyranne  | Liste de rassemblement de la gauche et des écologistes | 53,92 % | 50,75 % | 100    |
|  | Majorité présidentielle | Françoise Grossetête | Aujourd'hui et demain, ensemble pour Rhône-Alpes.      | 29,14 % | 34,02 % | 40     |
|  | FN                      | Bruno Gollnisch      | Front national pour Rhône-Alpes et nos provinces       | 16,94 % | 15,22 % | 17     |

### 2004
Les élections régionales de 2004 ont lieu les 21 et 28 mars.Les résultats pour la commune sont les suivants :
|  | Tendance                | Tête de liste        | Liste                                                                                                | Commune | Région  | Sièges |
|  | ----------------------- | -------------------- | --- | ------- | ------- | ------ |
|  | PS - PCF - PRG          | Jean-Jack Queyranne  | Rhône-alpes pour tous avec la Gauche et les Verts                                                    | 51,2 %  | 46,52 % | 94     |
|  | UDF - UMP - Cap21 - FRS | Anne-Marie Comparini | Unis pour faire gagner la région                                                                     | 33,99 % | 38,2 %  | 45     |
|  | FN                      | Bruno Gollnisch      | Front national pour Rhône-Alpes, liste présentée par Jean-Marie Le Pen, conduite par Bruno Gollnisch | 14,8 %  | 15,28 % | 18     |

## Élections législatives

### 2012
Les élections législatives de 2012 se déroulent sur deux tours de scrutin les 10 et 17 juin, dans la continuité de l'élection présidentielle qui s'est tenue les 22 avril et 6 mai 2012, selon un mode de scrutin uninominal majoritaire à deux tours. Un redécoupage des circonscriptions législatives est réalisé en 2010 pour tenir compte de l'évolution de la démographie française et pour répondre à une demande du Conseil constitutionnel. Le nombre total de députés, 577, désormais inscrit dans la Constitution depuis la réforme de la constitution française de juillet 2008, reste inchangé, mais certains départements voient le nombre de circonscriptions et leur composition modifiés. Le département de la Loire voit ainsi leur nombre passer de 7 à 6.

La commune de Saint-Étienne est sur le territoire de deux circonscriptions, dont les résultats au second tour sont les suivants :
- 1re circonscription : 58,94 % pour Régis Juanico (PS, élu au 2e tour avec 57,45 % des suffrages exprimés sur la circonscription[42]), 41,06 % pour Gilles Artigues (Le Centre pour la France), 48,13 % de participation[43].
- 2e circonscription : 59,93 % pour Jean-Louis Gagnaire (PS, élu au 2e tour avec 59,93 % des suffrages exprimés sur la circonscription[44]), 40,07 % pour Alexandra Custodio (UMP), 49,31 % de participation[45].

### 2007
Les élections législatives de 2007 se déroulent sur deux tours de scrutin les 10 et 17 juin. Le découpage électoral est le même que celui des élections de 2002. Sans surprise, la majorité sortante UMP est reconduite, quelques semaines après l'élection de Nicolas Sarkozy à la présidence de la République, avec toutefois un nombre de sièges réduit par rapport aux précédentes élections. 
La commune de Saint-Étienne est sur le territoire de trois circonscriptions, dont les résultats au second tour sont les suivants :
- 1re circonscription : 53,99 % pour Régis Juanico (PS, élu au 2e tour avec 52,13 % des suffrages exprimés[46]), 46,01 % pour Françoise Grossetete (Union pour la Majorité présidentielle), 45,69 % de participation[47].
- 2e circonscription : 53,99 % pour Jean-Louis Gagnaire (PS, élu au 2e tour avec 53,99 % des suffrages exprimés[48]), 46,01 % pour Christian Cabal (UMP), 46,18 % de participation[49].
- 4e circonscription : 55,38 % pour Jean-Paul Chartron (UMP), 44,62 % pour Dino Cinieri (Union pour la Majorité présidentielle, élu au 2e tour avec 51,64 % des suffrages exprimés[50]), 42,57 % de participation[51].

### 2002
Les élections législatives de 2002 des députés de la XIIe législature ont lieu les 9 et 16 juin 2002, dans la foulée de l'élection présidentielle de 2002 qui a vu la réélection de Jacques Chirac. Les députés sont élus au scrutin uninominal majoritaire à deux tours dans 577 circonscriptions, le département de la Loire en comportant sept. La commune de Saint-Étienne est sur le territoire de trois circonscriptions, dont les résultats au second tour sont les suivants :
- 1re circonscription : 51,53 % pour Gilles Artigues (UDF), 48,47 % pour Gérard Lindeperg (PS, élu au 2e tour avec 51,86 % des suffrages exprimés), 52,17 % de participation[52].
- 2e circonscription : 53,67 % pour Christian Cabal (UMP, élu au 2e tour avec 53,67 % des suffrages exprimés), 46,33 % pour Roland Comte (Verts), 51,08 % de participation[53].
- 4e circonscription : 51,78 % pour Bernard Outin (PCF), 48,22 % pour Dino Cinieri (UMP, élu au 2e tour avec 50,29 % des suffrages exprimés), 49,47 % de participation[54].

## Élections présidentielles

### 2012
Le premier tour de l'élection présidentielle de 2012 voit s'affronter dix candidats. François Hollande, candidat du Parti socialiste, et Nicolas Sarkozy, président sortant et candidat de l'UMP, se qualifient pour le second tour, avec respectivement 28,63 % et 27,18 % des suffrages exprimés. Parmi les candidats éliminés, Marine Le Pen (17,90 %), Jean-Luc Mélenchon (11,10 %) et François Bayrou (9,13 %) obtiennent des scores significatifs. À l'issue du second tour, deux semaines plus tard, François Hollande est élu président de la République avec 51,64 % des suffrages exprimés, contre 48,36 % à son adversaire.
À Saint-Étienne, François Hollande arrive en tête du premier tour avec 32,46 %, suivi de Nicolas Sarkozy avec 22,63 %, puis de Marine Le Pen avec 17,65 %, puis Jean-Luc Mélenchon avec 13,27 %, puis François Bayrou avec 8,44 %, aucun autre candidat ne dépassant le seuil des 5 %. Au second tour, les électeurs ont voté à 58,33 % pour François Hollande contre 41,67 % pour Nicolas Sarkozy avec un taux d’abstention de 76,96 %.
|                                           | Parti          | Nom                   | Premier tour | Premier tour   | Premier tour | Second tour | Second tour | Second tour |
| Voix                                      | Parti          | Nom                   | %            | %              | Voix         | %           | %           |             |
| Voix                                      | Parti          | Nom                   | Exprimés     | Inscrits       | Voix         | Exprimés    | Inscrits    |             |
| ----------------------------------------- | -------------- | --------------------- | ------------ | -------------- | ------------ | ----------- | ----------- | ----------- |
|                                           | PS-PRG         | François Hollande     | 24 368       | 32,46 %        | 24,75 %      | 42 017      | 58,33 %     | 42,67       |
|                                           | UMP-NC         | Nicolas Sarkozy       | 16 991       | 22,63 %        | 17,26 %      | 30 015      | 41,67 %     | 30,48       |
|                                           | FN             | Marine Le Pen         | 13248        | 17,65 %        | 13,46 %      |             |             |             |
|                                           | FG-PCF         | Jean-Luc Mélenchon    | 9965         | 13,27 %        | 10,11 %      |             |             |             |
|                                           | MoDem          | François Bayrou       | 6339         | 8,44 %         | 6,44 %       |             |             |             |
|                                           | EELV           | Eva Joly              | 1719         | 2,29 %         | 1,75 %       |             |             |             |
|                                           | DLR            | Nicolas Dupont-Aignan | 1176         | 1,57 %         | 1,19 %       |             |             |             |
|                                           | NPA            | Philippe Poutou       | 700          | 0,93 %         | 0,71 %       |             |             |             |
|                                           | LO             | Nathalie Arthaud      | 416          | 0,55 %         | 0,42 %       |             |             |             |
|                                           | SP             | Jacques Cheminade     | 151          | 0,2 %          | 0,15 %       |             |             |             |
|                                           |                | Total exprimés        | 75 073       | -              | 76,25 %      | 72 032      | -           | 73,14 %     |
| Total votants : exprimés + blancs ou nuls | 76 192 (1119)  | -                     | 77,39 %      | 75 791 (3759)  | -            | 76,96 %     |             |             |
| Total inscrits : votants + abstentions    | 98 455 (22263) | -                     | 100 %        | 98 480 (22689) | -            | 100 %       |             |             |

### 2007
Le premier tour de l'élection présidentielle de 2007 a été marqué par une participation exceptionnelle avec un score de 83,97 % des inscrits. Ce taux est comparable à celui du premier tour de l'élection présidentielle de 1965 qui était de 84,7 % et celle de 1974 qui était de 84,2 %. Nicolas Sarkozy (31,18 %) et Ségolène Royal (25,87 %) arrivent en tête pour le premier tour de l'élection devant François Bayrou (18,57 %) et Jean-Marie Le Pen (10,44 %). Au second tour, Nicolas Sarkozy est élu Président de la République française, avec 53,06 % des suffrages, contre Ségolène Royal avec 46,94 %. 
À Saint-Étienne Ségolène Royal est arrivé en tête au premier tour avec 29,34 %, suivi de Nicolas Sarkozy avec 27,87 %, François Bayrou avec 19,39 % et enfin Jean-Marie Le Pen avec 10,37 %, aucun autre candidat ne dépassant le seuil des 5 %. Au second tour, les électeurs ont voté à 48,44 % pour Nicolas Sarkozy contre 51,56 % pour Ségolène Royal avec un taux d’abstention de 19,14 %.
|                                           | Parti           | Nom                  | Premier tour | Premier tour    | Premier tour | Second tour | Second tour | Second tour |
| Voix                                      | Parti           | Nom                  | %            | %               | Voix         | %           | %           |             |
| Voix                                      | Parti           | Nom                  | Exprimés     | Inscrits        | Voix         | Exprimés    | Inscrits    |             |
| ----------------------------------------- | --------------- | -------------------- | ------------ | --------------- | ------------ | ----------- | ----------- | ----------- |
|                                           | PS              | Ségolène Royal       | 24 464       | 29,34 %         | 23,77 %      | 41 339      | 51,56 %     | 40,14       |
|                                           | UMP             | Nicolas Sarkozy      | 23 238       | 27,87 %         | 22,76 %      | 38 835      | 48,44 %     | 37,71       |
|                                           | MoDem           | François Bayrou      | 16165        | 19,39 %         | 15,83 %      |             |             |             |
|                                           | FN              | Jean-Marie Le Pen    | 8644         | 10,37 %         | 8,47 %       |             |             |             |
|                                           | LCR             | Olivier Besancenot   | 3269         | 3,92 %          | 3,20 %       |             |             |             |
|                                           | PCF             | Marie-George Buffet  | 1983         | 2,38 %          | 1,94 %       |             |             |             |
|                                           | MPF             | Philippe de Villiers | 1687         | 2,02 %          | 1,65 %       |             |             |             |
|                                           | Verts           | Dominique Voynet     | 1270         | 1,52 %          | 1,24 %       |             |             |             |
|                                           | LO              | Arlette Laguiller    | 1099         | 1,32 %          | 1,8 %        |             |             |             |
|                                           | Sans étiquette  | José Bové            | 1068         | 1,28 %          | 1,5 %        |             |             |             |
|                                           | CPNT            | Frédéric Nihous      | 278          | 0,33 %          | 0,27 %       |             |             |             |
|                                           | PT              | Gérard Schivardi     | 222          | 0,27 %          | 0,22 %       |             |             |             |
|                                           |                 | Total exprimés       | 83 387       | -               | 81,01 %      | 80 174      | -           | 77,85 %     |
| Total votants : exprimés + blancs ou nuls | 84 215 (828)    | -                    | 81,81 %      | 83 279 (3105)   | -            | 80,86 %     |             |             |
| Total inscrits : votants + abstentions    | 102 939 (18724) | -                    | 100 %        | 102 988 (19709) | -            | 100 %       |             |             |

### 2002
Le 21 avril 2002 est inédit dans la vie politique française, puisqu'un représentant d'un parti classé à l'extrême droite de l'échiquier politique a réussi à se qualifier pour le second tour d'une élection présidentielle. Jacques Chirac est réélu président de la république avec le plus fort score depuis la création de la Cinquième République : 82,21 % ; Jean-Marie Le Pen obtient 17,79 % des suffrages exprimés.
 À Saint-Étienne, Jean-Marie Le Pen arrive en tête au premier tour avec 20,66 %, suivi de Jacques Chirac avec 17,18 %. Viennent ensuite Lionel Jospin avec 15,94 %, François Bayrou avec 7,72 %, puis Jean-Pierre Chevènement avec 7,05 %, Noël Mamère avec 5,8 % et Arlette Laguiller avec 5,54 %, aucun autre candidat ne dépassant le seuil des 5 %. Au second tour, les électeurs ont voté à 80,67 % pour Jacques Chirac contre 19,33 % pour Jean-Marie Le Pen avec un taux d’abstention de 24,71 %, résultat inférieur aux tendances nationales.
|                                           | Parti           | Nom                     | Premier tour | Premier tour    | Premier tour | Second tour | Second tour | Second tour |
| Voix                                      | Parti           | Nom                     | %            | %               | Voix         | %           | %           |             |
| Voix                                      | Parti           | Nom                     | Exprimés     | Inscrits        | Voix         | Exprimés    | Inscrits    |             |
| ----------------------------------------- | --------------- | ----------------------- | ------------ | --------------- | ------------ | ----------- | ----------- | ----------- |
|                                           | FN              | Jean-Marie Le Pen       | 13 972       | 20,66 %         | 13,68 %      | 14 194      | 19,33 %     | 13,9        |
|                                           | UMP             | Jacques Chirac          | 11 620       | 17,18 %         | 11,38 %      | 59 229      | 80,67 %     | 58,01       |
|                                           | PS              | Lionel Jospin           | 10777        | 15,94 %         | 10,55 %      |             |             |             |
|                                           | MoDem           | François Bayrou         | 5222         | 7,72 %          | 5,11 %       |             |             |             |
|                                           | MRC             | Jean-Pierre Chevènement | 4769         | 7,05 %          | 4,67 %       |             |             |             |
|                                           | Verts           | Noël Mamère             | 3924         | 5,8 %           | 3,84 %       |             |             |             |
|                                           | LO              | Arlette Laguiller       | 3744         | 5,54 %          | 3,67 %       |             |             |             |
|                                           | PCF             | Robert Hue              | 2821         | 4,17 %          | 2,76 %       |             |             |             |
|                                           | LCR             | Olivier Besancenot      | 2815         | 4,16 %          | 2,76 %       |             |             |             |
|                                           | DL              | Alain Madelin           | 2118         | 3,13 %          | 2,6 %        |             |             |             |
|                                           | MNR             | Bruno Mégret            | 1671         | 2,47 %          | 1,64 %       |             |             |             |
|                                           | PRG             | Christiane Taubira      | 1248         | 1,85 %          | 1,22 %       |             |             |             |
|                                           | Cap21           | Corinne Lepage          | 1099         | 1,62 %          | 1,8 %        |             |             |             |
|                                           | FRS             | Christine Boutin        | 836          | 1,24 %          | 0,82 %       |             |             |             |
|                                           | CPNT            | Jean Saint-Josse        | 688          | 1,02 %          | 0,67 %       |             |             |             |
|                                           | PT              | Daniel Gluckstein       | 307          | 0,45 %          | 0,30 %       |             |             |             |
|                                           |                 | Total exprimés          | 67 631       | -               | 66,24 %      | 73 423      | -           | 71,91 %     |
| Total votants : exprimés + blancs ou nuls | 69 278 (1647)   | -                       | 67,85 %      | 76 876 (3453)   | -            | 75,29 %     |             |             |
| Total inscrits : votants + abstentions    | 102 105 (32827) | -                       | 100 %        | 102 110 (25234) | -            | 100 %       |             |             |

## Référendums
Le référendum sur le quinquennat présidentiel, visant à réduire la durée du mandat présidentiel de sept à cinq ans, a lieu le 24 septembre 2000. La question posée est : « Approuvez-vous le projet de loi constitutionnelle fixant la durée du mandat du président de la République à cinq ans ? » Les électeurs votent « oui » à une large majorité (73,21 % des suffrages exprimés), dans un contexte de forte abstention (69,81 %). Localement, les votes sont respectivement de 70,62 % pour le "oui" et de 29,38 % pour le "non".
Le référendum français sur le traité établissant une Constitution pour l'Europe a eu lieu le 29 mai 2005. À la question « Approuvez-vous le projet de loi qui autorise la ratification du traité établissant une Constitution pour l'Europe ? », le « non » recueille 54,68 % des suffrages exprimés. Ce troisième référendum français sur un traité européen (après ceux de 1972 et 1992) est le premier à être rejeté. Localement les électeurs de la commune votent à 46,31 % pour le "oui" et à 53,69 % pour le "non".
| Référendums. | Référendums.      | Référendums.      | Référendums.      | Référendums.      | Référendums.      | Référendums.      | Référendums.  |
| Année        | Oui (national)    | Oui (national)    | Oui (national)    | Non (national)    | Non (national)    | Non (national)    | Participation |
| ------------ | ----------------- | ----------------- | ----------------- | ----------------- | ----------------- | ----------------- | ------------- |
| 2000         | 70,62 % (73,21 %) | 70,62 % (73,21 %) | 70,62 % (73,21 %) | 29,38 % (26,79 %) | 29,38 % (26,79 %) | 29,38 % (26,79 %) | 21,51 %       |
| 2005         | 46,31 % (45,33 %) | 46,31 % (45,33 %) | 46,31 % (45,33 %) | 53,69 % (54,67 %) | 53,69 % (54,67 %) | 53,69 % (54,67 %) | 62,07 %       |